# Barton Fink
Barton Fink is een neo-noirfilm uit 1991 van Joel en Ethan Coen. De hoofdrollen worden vertolkt door John Turturro, John Goodman, Judy Davis en Michael Lerner. De film werd genomineerd voor drie Academy Awards en was in 1991 de grote winnaar van het filmfestival van Cannes, waar hij onder meer de Gouden Palm won.

## Verhaal
Het is 1941 wanneer de op dat moment succesvolle Broadway-scenarist Barton Fink door een filmstudio in Hollywood gevraagd wordt een scenario schrijven voor een B-film over een worstelaar. In Los Angeles aangekomen, betrekt Fink een vervallen hotel. Hij slaagt er niet in om iets op papier te krijgen, want er zijn te veel zaken die hem in het hotel afleiden, zoals zijn luidruchtige maar vriendelijke buurman Charlie Meadows, een verzekeringsagent.
Het scenario lijkt niet te lukken en dus gaat Fink op zoek naar hulp. Zo komt hij terecht bij W.P. Mayhew, een andere schrijver, en diens assistente en vriendin Audrey. Fink ontdekt dat Audrey eigenlijk het merendeel van Mayhems scenario's zelf schrijft. Ze besluit Fink te helpen met zijn scenario, maar de twee belanden uiteindelijk samen in bed.
De volgende ochtend vindt Fink naast zich in bed het dode lichaam van Audrey terug. Hij herinnert zich niets meer van wat er gebeurd is en haalt Charlie er bij. Charlie vindt de situatie walgelijk, maar beslist om het lijk te laten verdwijnen. Hij geeft Fink ook de opdracht om de politie er niet bij te halen. Wat later laat Charlie weten dat hij voor enkele dagen naar New York vertrekt. Fink moet ondertussen zorg dragen voor een pakje dat hij van Charlie kreeg. Maar dan valt de politie binnen bij Barton Fink. Twee inspecteurs maken hem duidelijk dat Charlie eigenlijk Mundt is, een gestoorde seriemoordenaar. Wanneer Charlie terugkeert, rekent hij af met de twee agenten. Het hotel waar Charlie en Fink wonen, wordt het middelpunt van een vlammenzee. Fink ontsnapt met zijn scenario én het pakje van Charlie.
Tot zijn eigen verbazing valt Finks scenario totaal niet in de smaak bij zijn baas. Deze belooft hem niet te ontslaan; echter, hij zal nooit een verhaal van hem verfilmen 'totdat hij volwassen wordt'. Vervolgens gaat hij op stap met het pakje van Charlie en komt hij een vrouw tegen op het strand. De vrouw is dezelfde vrouw als op de foto die in zijn hotelkamer hing. Zij informeert naar het pakje, maar Barton Fink weet niet wat er in het pakje zit. Ten slotte neemt de vrouw dezelfde houding als op de foto aan.

## Rolverdeling
| Acteur             | Personage              |
| ------------------ | ---------------------- |
| John Turturro      | Barton Fink            |
| John Goodman       | Charlie Meadows        |
| Judy Davis         | Audrey Taylor          |
| Michael Lerner     | Jack Lipnick           |
| John Mahoney       | W.P. Mayhew            |
| Tony Shalhoub      | Ben Geisler            |
| Jon Polito         | Lou Breeze             |
| Richard Portnow    | Detective Mastrionotti |
| Christopher Murney | Detective Deutsch      |
| Steve Buscemi      | Chet                   |

## Productie
Joel en Ethan Coen schreven het script voor Barton Fink in drie weken tijd. De titelrol in het script schreven ze speciaal voor acteur John Turturro, met wie ze al samen hadden gewerkt voor Miller's Crossing. Volgens het duo was het maken van Barton Fink een welkome afleiding van de moeizame productie van Miller's Crossing. Na het maken van Barton Fink konden Joel en Ethan Coen hun werk voor Miller's Crossing hervatten.
Joel en Ethan Coen] begonnen aan de productie met het maken van gedetailleerde storyboards. Vervolgens ging het duo op zoek naar een nieuwe director of photography, omdat hun gebruikelijke cinematograaf, Barry Sonnenfeld, op dat moment bezig was aan z'n regiedebuut The Addams Family (1991). De broers Coen kozen daarom voor Roger Deakins. Ze hadden de film Stormy Monday (1988) gezien. Ook voor die film was de Engelsman Deakins de cinematograaf. Joel en Ethan Coen waren vooral onder de indruk van de scènes die zich binnen afspeelde en vroegen zich af of Deakins met hen wilde samenwerken aan Barton Fink. Deakins ging akkoord en zou later nog vaak samenwerken met de twee filmmakers.
In juni 1990 gingen de opnames van Barton Fink van start. Zo'n acht weken later waren ze afgelopen. Het budget van de film was opgelopen tot zo'n $9 miljoen. De film ging in mei 1991 in première op het filmfestival van Cannes. Op dat festival viel de film zwaar in de prijzen. John Turturro werd bekroond als "Beste Acteur" en Joel Coen als "Beste Regisseur" (Ethan Coen is officieel geen regisseur van de film). Verder mocht Joel Coen ook de hoofdprijs, de Gouden Palm, in ontvangst nemen. Eind 1991, begin 1992 werd de film wereldwijd voor het grote publiek uitgebracht. Barton Fink werd genomineerd voor een Golden Globe en drie Academy Awards.

## Decor

### Hotel Earle

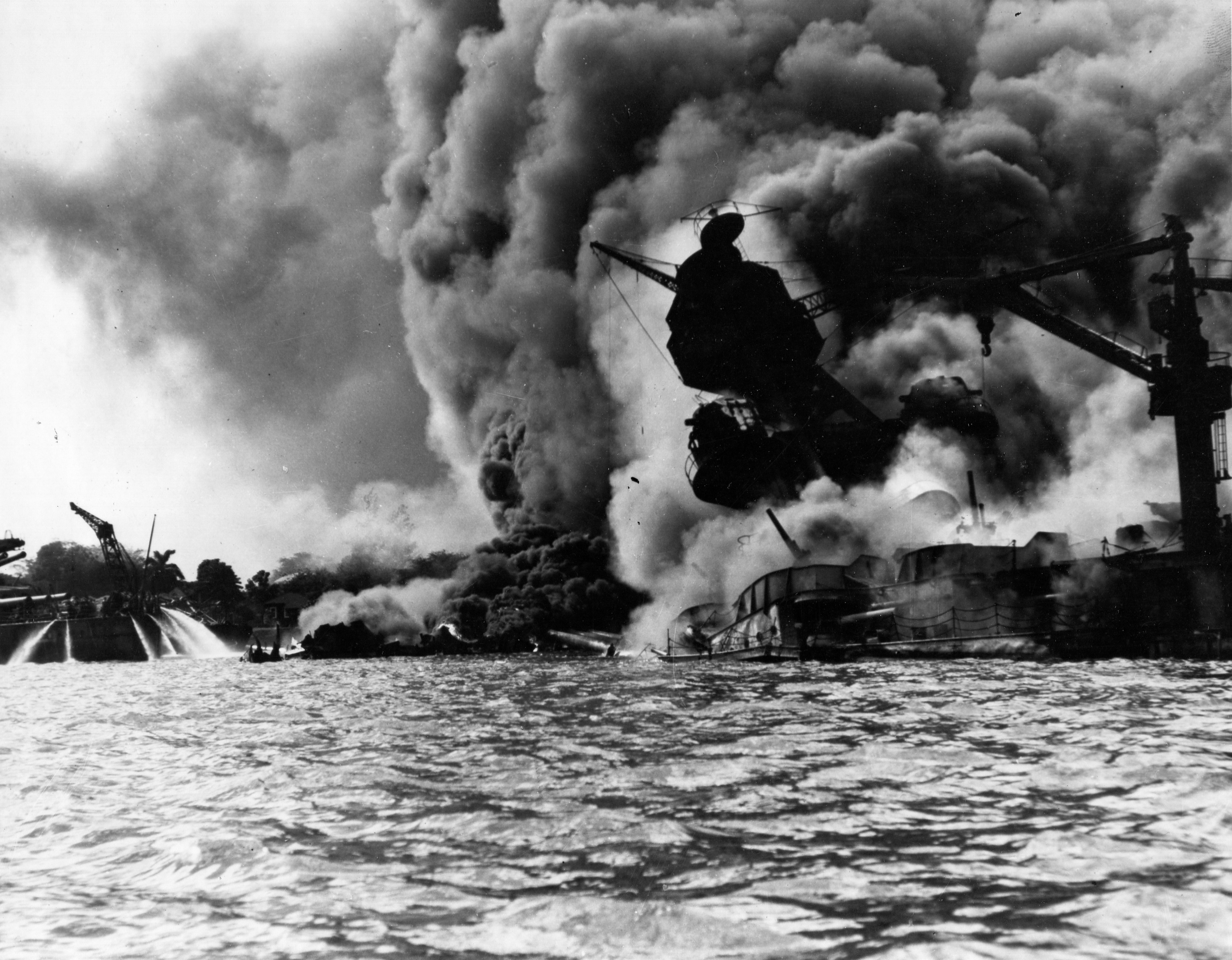
De aanval op Pearl Harbor diende als "inspiratie" en achtergrond voor het verhaal van Barton Fink.

Hotel Earle is de belangrijkste locatie in de film. In dit fictief hotel verblijven de personages van John Goodman (Charlie) en John Turturro (Barton Fink). In de film zijn de twee personages buurmannen. De stijl van het hotel werd geïnspireerd door de kunststijl art deco. Het hotel moest volgens de "Coen Brothers" uitstralen dat het ooit betere tijden had gekend, maar nu op instorten stond. Ze vergeleken het hotel ook weleens met een spookschip.
Het behangpapier dat in kamer van Barton Fink hangt, komt soms los. Dit is een verwijzing naar de oorproblemen die Charlie heeft. Het papier komt los wanneer Charlie in de kamer van Barton Fink komt of net geweest is. Het hotel wordt in dat opzicht door de broers Coen beschouwd als een verlengstuk van Charlies toestand.
Het principe van het hotel dat ooit betere tijden had gekend, kwam er doordat Joel en Ethan Coen besloten hadden om de film zich te laten afspelen tegen de achtergrond van de aanval op Pearl Harbor. Dit wordt niet uitdrukkelijk getoond in de film, maar is wel duidelijk wanneer er op het einde van de film iemand in een militair kostuum verschijnt. Bovendien is er ook een scène waarin Barton Fink naar de opnames van een film kijkt. De datum op de filmklapper in die scène is 9 december. De aanval op Pearl Harbor had dus twee dagen eerder plaatsgevonden.

### Capitol Pictures
In groot contrast met het hotel zijn er de filmstudio, Capitol Pictures, en het huis van het personage van Michael Lerner (Jack Lipnick). Er is veel meer licht in deze locaties en ook meer kleur. Dit staat symbool voor de machtspositie van het personage Lipnick. Nog een symbool voor z'n macht is het standbeeld van Atlas dat in z'n kantoor staat. De film werd dan ook genomineerd voor een Academy Award in de categorie Best Art Direction, Set Decoration.

## Prijzen

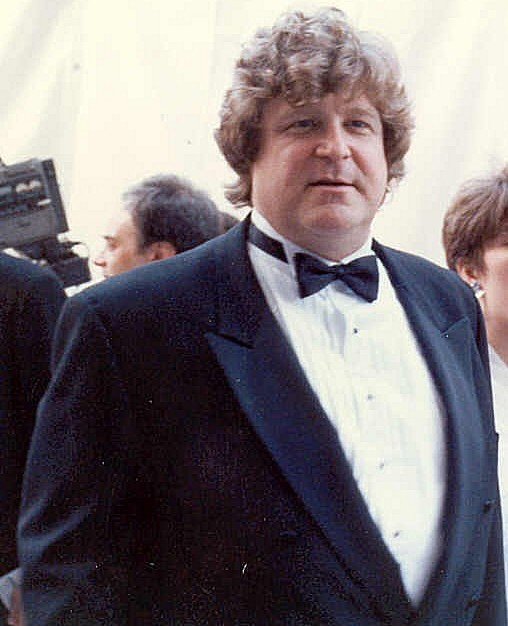
John Goodman (foto uit 1990) werd genomineerd voor een Golden Globe.

### Gewonnen
Filmfestival van Cannes
- 1991 - Gouden Palm - Joel Coen
- 1991 - Beste Acteur - John Turturro
- 1991 - Beste Regisseur - Joel Coen

### Genomineerd
Academy Awards
- 1992 - Best Actor in a Supporting Role - Michael Lerner
- 1992 - Best Art Directon, Set Decoration - Dennis Gassner, Nancy Haigh
- 1992 - Best Costume Design - Richard Hornung

Golden Globes
- 1992 - Best Performance by an Actor in a Supporting Role in a Motion Picture - John Goodman

## Trivia
- Steve Buscemi is te zien in een cameo en Frances McDormand, actrice en tevens echtgenote van Joel Coen, is in een scène te horen maar niet te zien. Buscemi en McDormand zijn net als John Goodman en John Turturro enkele van de vele namen die vaak met de broers Coen samenwerken.
- Het personage W.P. Mayhew is gebaseerd op William Faulkner.
- De restaurantscènes die zich in New York afspelen, werden op de RMS Queen Mary opgenomen.